# Flugplatz Douai-Brayelle

i7
i11
i13
Das Champ d’aviation de la Brayelle war einer der ersten Flugplätze Frankreichs.
Er lag in der heutigen Region Hauts-de-France im Département Nord im Wesentlichen auf dem Gebiet von Douai und der beiden Nachbargemeinden  Lambres-lez-Douai und Cuincy, etwa zwei Kilometer westlich des Stadtzentrums von Douai.

## Geschichte
Das Flugfeld entstand zu Beginn des 20. Jahrhunderts als Werksflugplatz der Firma Breguet.
Die Brüder Jacques und Louis Charles Breguet traten 1902 in den elterlichen Elektrotechnik-Betrieb ein. Louis wurde Chefingenieur und entwickelte 1905 einen Windkanal. Das Gyroplane Breguet-Richet hob am 24. August 1907, von vier Personen festgehalten, erstmals ab und erreichte eine Flughöhe von 50 cm. Die 1908 gegründete Firma Société des ateliers d’aviation Breguet-Richet konstruierte im Winter 1908/1909 drei Flugapparate und in der ersten Julihälfte im Jahr 1909 fand in Brayelle die weltweit erste Flugshow statt, zu deren 14-Tage Programm Flugwettbewerbe zählten. In den folgenden Jahren entwickelte sich die Fliegerei rasant und 1911 gründete Breguet seine Société Anonyme des Ateliers d’Aviation Louis Bréguet.
Während des Ersten Weltkriegs war es ein Stützpunkt der deutschen Fliegertruppe, und namhafte Flieger-Asse wie Boelcke, Immelmann, Udet und Richthofen waren hier zeitweise stationiert. Die 25. Squadron der britischen Royal Air Force nutzte das Flugfeld ihrerseits gegen Kriegsende.
Ende Juni 1929 gab es hier erneut eine große zweitägige Flugschau, und am 23. März 1939 ließ Henri Mignet bei einer Gedenkveranstaltung vier seiner Pou-du-Ciel starten.
In den 1950er Jahren wurde der Flugplatz zugunsten des Aérodromes von Vitry-en-Artois aufgegeben. Ein Teil des Geländes wurde zu einem Industriegebiet in Nachbarschaft der westlich gelegenen Renault-Fabrik.